# Andorra a 2024. évi téli ifjúsági olimpiai játékokon
Andorra a dél-koreai Kangvonban megrendezett 2024. évi téli ifjúsági olimpiai játékok egyik részt vevő nemzete volt. Az ország a játékokon 1 sportágban (alpesi síelésben) 1 fiú sportolóval képviseltette magát.

## Alpesisí

### Fiú
| Versenyző                 | Versenyszám            | 1. futam | 1. futam | 2. futam | 2. futam | Összesen | Összesen |
| Versenyző                 | Versenyszám            | Idő      | Hely.    | Idő      | Hely.    | Idő      | Hely.    |
| ------------------------- | ---------------------- | -------- | -------- | -------- | -------- | -------- | -------- |
| Salvador Cornella Guitart | Műlesiklás             | 49,77    | 28.      | Kiesett  | Kiesett  | Kiesett  | Kiesett  |
| Salvador Cornella Guitart | Óriás-műlesiklás       | 52,85    | 40.      | 48,78    | 32.      | 1:41,63  | 31.      |
| Salvador Cornella Guitart | Szuperóriás-műlesiklás |          |          |          |          | 56,58    | 30.      |
| Salvador Cornella Guitart | Összetett              | 56,48    | 29.      | 56,45    | 18.      | 1:52,93  | 23.      |